# Gaspare Rodolico
Gaspare Rodolico (Trapani, 22 ottobre 1926 – Catania, 23 aprile 2006) è stato un medico italiano, rettore dell'Università di Catania dal 1974 al 1994.

## Biografia
Laureato in medicina all'Università di Palermo, ottiene il suo primo incarico all'Università di Messina. Successivamente passa all'Università di Catania dove ottiene la prima cattedra di Medicina e Chirurgia; dal 1974 al 1994 fu anche rettore nella stessa università e, sotto la sua direzione, venne deciso lo spostamento delle sedi delle facoltà umanistiche nel centro storico e le sedi delle facoltà scientifiche alla Cittadella Universitaria, dove sorge anche il policlinico.
Morto nel 2006, a suo nome viene intitolato il Policlinico di Catania.

## Riconoscimenti
- Nel 1994 gli viene conferita una laurea honoris causa in medicina dall'Università di Bucarest.[2]
- Nel 2002 riceve la nomina a Professore Emerito di Chirurgia generale dal Ministero dell'istruzione, dell'università e della ricerca.[2]